# Gerrit van Poelje
Gerrit Abraham van Poelje (Maasdijk, 31 januari 1884 - Den Haag, 8 september 1976) was een Nederlands ambtenaar, rechtsgeleerde en bestuurskundige. Hij geldt als een van de belangrijkste grondleggers van de bestuurskunde in Nederland.

## Leven en werk
Van Poelje werd geboren als zoon van de onderwijzer Izaak Lodewijk Anthonie en Christine Marie Antoinette Garbrij. Hij ambieerde net als zijn vader een carrière als onderwijzer. Door een spraakgebrek als gevolg van een hazenlip wist hij na het behalen van zijn acten in dat vak echter niet te slagen. Hij studeerde vervolgens rechtsgeleerdheid aan de Rijksuniversiteit Leiden, waar hij ook promoveerde. In 1914 trouwde hij met Lucie Charlotte Hansen. Samen kregen zij twee kinderen.
Van Poelje maakte een snelle carrière door in de gemeenteadministratie, waarna hij in 1919 topambtenaar werd in Den Haag. Omdat hij als linkshandige rechts had leren schrijven, was zijn handschrift slecht leesbaar. De gemeente Den Haag schafte daarom op zijn verzoek een schrijfmachine aan, hoewel de burgemeester niet geloofde dat iemand typend zijn gedachten op papier kon zetten.
In 1928 werd Van Poelje aangesteld als bijzonder hoogleraar in de bestuurskunde aan de Nederlandsche Handels-Hoogeschool te Rotterdam, de latere Erasmus Universiteit. In deze functie, die hij tot 1933 bekleedde, wist Van Poelje de Nederlandse bestuurskunde tot ontwikkeling te brengen.
In 1933 werd Van Poelje secretaris-generaal op het Ministerie van Onderwijs, Kunsten en Wetenschappen (het tegenwoordige Ministerie van Onderwijs, Cultuur en Wetenschap), een functie die hij tot 1940 behield. Hij kreeg deze functie doordat Henri Marchant, die in Den Haag als wethouder van Onderwijs zeer op Van Poelje gesteund had, in 1933 werd voorgedragen als minister van Onderwijs in het kabinet Kabinet-Colijn II en dat alleen wilde worden als hij Van Poelje mocht meenemen. De minister liet uiteindelijk veel over aan Van Poelje.
Tijdens de Tweede Wereldoorlog, op 2 september 1940, werd Van Poelje geïnterneerd in de gevangenis te Scheveningen, en vervolgens in Buchenwald, Merseburg en Halle.
Na de Tweede Wereldoorlog, in augustus 1945, werd Van Poelje benoemd tot lid van de Raad van State, waar hij een dominante inbreng had. Hij bleef deze functie behouden tot zijn pensionering in 1958.
De Vereniging voor Bestuurskunde heeft zijn naam verbonden aan de gerenommeerde bestuurskundeprijs voor de beste bestuurswetenschappelijke publicatie.

## Vernoeming
In Rotterdamse wijk Schiebroek is de Van Poeljeweg naar hem genoemd.